# Mitsubishi Ki-20
Mitsubishi Ki-20 là một loại máy bay ném bom của Nhật, nó là biến thể của loại Junkers G.38. Hãng Mitsubishi chế tạo 6 chiếc theo giấy phép từ Junkers.

## Tính năng kỹ chiến thuật (Ki-20)
Japanese Aircraft, 1910-1941

### Đặc điểm riêng
- Tổ lái: 10
- Chiều dài: 23,20 m (76 ft 1½ in)
- Sải cánh: 44 m (144 ft 4¼ in)
- Chiều cao: 7 m (22 ft 11¾ in)
- Diện tích cánh: 294 m² (3.165 ft²)
- Trọng lượng rỗng: 14.912 kg (32.875 lb)
- Trọng lượng có tải: 25.448 kg (56.103 lb)
- Động cơ: 4 × Junkers Jumo 204, 560 kW (750 hp) mỗi chiếc

### Hiệu suất bay
- Vận tốc cực đại: 201 km/h (108 kn, 125 mph)

### Vũ khí
- 5 súng máy 7,7 mm (.303 in)
- 1 pháo 20 mm
- Mang tới 5.000 kg (11.023 lb) bom